# Port lotniczy Diosdado Macapagal
Port lotniczy Diosdado Macapagal (IATA: CRK, ICAO: RPLC) – międzynarodowy port lotniczy położony w Angeles, na Filipinach.

## Linie lotnicze i połączenia
| Linia Lotnicza      | Kierunek |
| ------------------- | --- |
| Aero K              | Sezonowo: 1. Cheongju |
| AirSWIFT            | 1. El Nido |
| Asiana Airlines     | 1. Seul-Inczon |
| Cebgo               | 1. Busuanga (od 30 marca 2025) 2. El Nido (od 30 marca 2025) 3. Masbate (od 30 marca 2025) 4. Siargao (od 30 marca 2025)                                                       |
| Cebu Pacific        | 1. Bangkok-Suvarnabhumi 2. Caticlan 3. Cebu 4. Davao 5. General Santos 6. Hongkong 7. Iloilo 8. Puerto Princesa 9. Singapur 10. Tagbilaran (do 28 marca 2025) 11. Tokio-Narita |
| Emirates            | 1. Dubaj |
| EVA Air             | 1. Tajpej-Taoyuan |
| HK Express          | 1. Hongkong |
| Jeju Air            | 1. Seul-Inczon |
| Jetstar Asia        | 1. Singapur |
| Jin Air             | 1. Pusan 2. Seul-Inczon |
| PAL Express         | 1. Basco 2. Busuanga 3. Caticlan 4. Cebu 5. Siargao |
| Philippine Airlines | Sezonowo: 1. Seul-Inczon |
| Philippines AirAsia | 1. Caticlan |
| Qatar Airways       | 1. Doha |
| Scoot               | 1. Singapur |
| Starlux Airlines    | 1. Tajpej-Taoyuan |
| Sunlight Air        | 1. Busuanga 2. Caticlan 3. Siargao |